# Jean-Honoré Fragonard
Jean-Honoré Fragonard (Grasse, 5. travnja 1732. – Pariz, 22. kolovoza 1806.), francuski slikar i grafičar rokokoa; jedinstvena osoba galantnog slikarstva 18. stoljeća; veliki majstor boje koje vibriraju u svjetlosti.

## Život i djelo
Još kao učenik Bouchera i Chardina osvojio je slikarsku nagradu Prix de Rome za svoje brojne studije i crteže Rima. Iz tog razdoblja postigao je uspjeh klasicistički koncipiranom kompozicijom Korezus i Kalihoe. Pod utjecajem svojih učitelja i njihova osjećaja za figurativnu rokoko kulturu s nadahnutom lakoćom stila i elegantnim pristupom temama udahnuo je nov život pokretu rokokoa. 
Napustio je povijesno slikarstvo i većinom je slikao vedre i ljupke rokoko scene maloga formata, erotske prizore i ljubavne susrete (Podignuta košulja; Ljuljačka; Buđenje ljubavi), velike dekorativne panoe (Le progrés de L'Amour za dvorac Louveciennes), obiteljske i rustične idile (Mlada čitačica; Glazba), religiozne prizore (Poklonstvo pastira), portrete (Plesačica Guimard) i pastoralne pejzaže koje je slikao direktno u prirodi u okolici Pariza i Provansi. 
Bakrorezima je ilustrirao brojna književna djela (Ariosto; Bijesni Orlando; La Fontaineove Basne i dr.).
Njegov snažno izraženi naturalizam podsjeća na nizozemskog majstora Halsa i zreli Rembrandtov stil, a njegova djela se smatraju za najreprezentativnija umjetnička ostvarenja svog doba. Bio je virtuozni improvizator koji je odlučno postupao s bojom koju je nanosio u bogatim i opipljivim slojevima, a brzim potezima kista izrazio je neposrednost svojih likova nagovijestivši Corota, slikare romantizma, pa čak i impresionistički pokret. 

## Vanjske poveznice
- Fragonard, Posljednja izložba u muzeju Jacquemart-André u Parizu (od 3. kolovoza 2007. do 13. siječnja 2008.)  Arhivirana inačica izvorne stranice od 28. rujna 2007. (Wayback Machine)